# 斑纹拟鲈
斑纹拟鲈（学名：Parapercis tetracanthus）为辐鳍鱼纲䲢形目拟鲈科拟鲈属的鱼类，俗名四棘拟鲈。分布于台湾岛等。该物种体长可达26公分，栖息深度为12米至25米。